# Ла Кјуза (Фиренца)
Ла Кјуза је насеље у Италији у округу Фиренца, региону Тоскана.
Према процени из 2011. у насељу је живело 128 становника. Насеље се налази на надморској висини од 92 м.